# Persone di nome Bernard
| Questa pagina contiene informazioni ricavate automaticamente dalle voci biografiche con l'ausilio del template Bio e di un bot. L'aggiornamento è periodico e automatico e ricostruisce completamente la pagina. Se manca una persona in questa lista, sei pregato di non aggiungerla, ma accertati piuttosto che la sua voce biografica contenga il template Bio e che i dati anagrafici siano correttamente compilati. Se il template Bio manca, inseriscilo tu stesso o, in alternativa, metti l'avviso {{tmp\|Bio}} che ne segnala la mancanza. Se i dati riportati sono sbagliati, correggi direttamente la voce biografica; le modifiche saranno visibili in questa lista entro pochi giorni. Per chiarimenti vedi il progetto antroponimi. La lista contiene solo le 429 persone che sono citate nell'enciclopedia e per le quali è stato implementato correttamente il template Bio. Pagina aggiornata al 6 ago 2025. |

Questa è una lista di persone presenti nell'enciclopedia che hanno il nome Bernard, suddivise per attività principale.

## Allenatori di calcio(7)
- Bernard Blaquart, allenatore di calcio e ex calciatore francese (Roumazières-Loubert, n. 1957)
- Bernard Casoni, allenatore di calcio e ex calciatore francese (Cannes, n. 1961)
- Bernard Challandes, allenatore di calcio e ex calciatore svizzero (Le Locle, n. 1951)
- Bernard Genghini, allenatore di calcio e ex calciatore francese (Soultz-Haut-Rhin, n. 1958)
- Bernard Hartze, allenatore di calcio e calciatore sudafricano (Pretoria, n. 1950 - Pretoria, † 2024)
- Bernard Mendy, allenatore di calcio e ex calciatore francese (Évreux, n. 1981)
- Bernard Simondi, allenatore di calcio, dirigente sportivo e ex calciatore francese (Tolone, n. 1953)

## Archeologi(3)
- Bernard Andreae, archeologo austriaco (Graz, n. 1930)
- Bernard Ashmole, archeologo inglese (Ilford, n. 1894 - Peebles, † 1988)
- Bernard Philippe Groslier, archeologo e funzionario francese (Phnom Penh, n. 1926 - Parigi, † 1986)

## Architetti(6)
- Bernard Bijvoet, architetto olandese (Amsterdam, n. 1889 - Haarlem, † 1979)
- Bernard Khoury, architetto libanese (Beirut, n. 1969)
- Bernard Maybeck, architetto francese (New York, n. 1862 - Berkeley, † 1957)
- Bernard Rudofsky, architetto, disegnatore e insegnante austriaco (Suchdol nad Odrou, n. 1905 - New York, † 1988)
- Bernard Tschumi, architetto svizzero (Losanna, n. 1944)
- Bernard di Soissons, architetto francese (Soissons)

## Arcivescovi cattolici(6)
- Bernard Barsi, arcivescovo cattolico francese (Nizza, n. 1942 - Nizza, † 2022)
- Bernard Bober, arcivescovo cattolico e teologo slovacco (Zbudské Dlhé, n. 1950)
- Bernard Anthony Hebda, arcivescovo cattolico statunitense (Pittsburgh, n. 1959)
- Bernard Longley, arcivescovo cattolico inglese (Manchester, n. 1955)
- Bernard Mohlalisi, arcivescovo cattolico lesothiano (Ha 'Malijeng, n. 1933 - Mazenod, † 2020)
- Bernard de Farges, arcivescovo cattolico francese (Narbona, † 1341)

## Astrofisici(1)
- Bernard Haisch, astrofisico statunitense (Stoccarda)

## Astronauti(1)
- Bernard Harris, ex astronauta statunitense (Temple, n. 1956)

## Astronomi(2)
- Bernard Christophe, astronomo francese
- Bernard Lyot, astronomo francese (Parigi, n. 1897 - Il Cairo, † 1952)

## Attivisti(1)
- Bernard Lafayette, attivista statunitense (Tampa, n. 1940)

## Aviatori(1)
- Bernard Bacquié, aviatore francese (Tolosa, n. 1945)

## Avvocati(2)
- Bernard le Bovier de Fontenelle, avvocato, scrittore e aforista francese (Rouen, n. 1657 - Parigi, † 1757)
- Bernard de La Monnoye, avvocato, poeta e filologo francese (Digione, n. 1641 - Parigi, † 1728)

## Banchieri(1)
- Bernard Madoff, banchiere e truffatore statunitense (New York, n. 1938 - Butner, † 2021)

## Batteristi(3)
- Joey Baron, batterista statunitense (Richmond, n. 1955)
- Bernard Purdie, batterista statunitense (Elkton, n. 1939)
- Buddy Rich, batterista statunitense (New York, n. 1917 - Los Angeles, † 1987)

## Biblisti(1)
- Bernard Orchard, biblista inglese (Bromley, n. 1910 - † 2006)

## Biologi(1)
- Bernard Katz, biologo tedesco (Lipsia, n. 1911 - Londra, † 2003)

## Botanici(3)
- Bernard Borggreve, botanico tedesco (Magdeburgo, n. 1836 - Bendorf, † 1914)
- Bernard Ogilvie Dodge, botanico statunitense (Mauston, n. 1872 - New York, † 1960)
- Bernard de Jussieu, botanico e medico francese (Lione, n. 1699 - Parigi, † 1777)

## Calciatori(44)
- Bernard Allou, ex calciatore francese (Cocody, n. 1975)
- Bernard Antoinette, calciatore francese (Rouen, n. 1914 - Bois-Guillaume, † 2008)
- Bernard Barnjak, ex calciatore bosniaco (Sarajevo, n. 1965)
- Bernard Berisha, calciatore kosovaro (Peć, n. 1991)
- Bernard Blanchet, ex calciatore francese (Saint-Mars-la-Jaille, n. 1943)
- Bernard Boissier, ex calciatore francese (Nîmes, n. 1952)
- Bernard Bosquier, ex calciatore francese (Thonon-les-Bains, n. 1940)
- Bernard Chiarelli, calciatore e allenatore di calcio francese (Valenciennes, n. 1934 - Saint-Saulve, † 2024)
- Barney Daniels, calciatore inglese (Salford, n. 1950 - † 2025)
- Bernard Dietz, ex calciatore e allenatore di calcio tedesco occidentale (Bockum-Hövel, n. 1948)
- Bernard Dong Bortey, ex calciatore ghanese (Tema, n. 1982)
- Bernard Donovan, calciatore zimbabwese (Harare, n. 1995)
- Bernard Duarte, calciatore brasiliano (Belo Horizonte, n. 1992)
- Bernard Ferrer, ex calciatore francese (Orange, n. 1964)
- Bernard Fischer, calciatore lussemburghese (Differdange, n. 1902 - Niederkorn, † 1971)
- Bernard Gardon, ex calciatore francese (Clermont-Ferrand, n. 1951)
- Bernard Guignedoux, calciatore e allenatore di calcio francese (Saint-Germain-en-Laye, n. 1947 - Clamart, † 2021)
- Bernard Joy, calciatore e giornalista inglese (Fulham, n. 1911 - Kenton, † 1984)
- Bernard Kamungo, calciatore tanzaniano (Kasulu Mjini, n. 2002)
- Bernard Karrica, calciatore albanese (Gjakovë, n. 2001)
- Bernard Kouassi, ex calciatore ivoriano (Abidjan, n. 1980)
- Bernard Kusi, ex calciatore ghanese (Kumasi, n. 1939)
- Bernard Lacombe, calciatore e allenatore di calcio francese (Lione, n. 1952 - Lione, † 2025)
- Bernard Lama, ex calciatore e allenatore di calcio francese (Tours, n. 1963)
- Bernard Lech, ex calciatore francese (Billy-Montigny, n. 1946)
- Bernard Lenoble, calciatore francese (n. 1902 - † 1997)
- Bernard Licari, ex calciatore maltese (n. 1970)
- Bernard Makufi, ex calciatore zambiano (n. 1979)
- Junior Malanda, calciatore belga (Bruxelles, n. 1994 - Porta Westfalica, † 2015)
- Bernard McNally, ex calciatore nordirlandese (Shrewsbury, n. 1963)
- Bernard Mensah, calciatore ghanese (Accra, n. 1994)
- Bernard Onanga Itoua, ex calciatore francese (Blois, n. 1988)
- Bernard Pardo, ex calciatore francese (Gardanne, n. 1960)
- Bernard Parker, ex calciatore sudafricano (Boksburg, n. 1986)
- Bernard Rahis, calciatore francese (Blida, n. 1933 - † 2008)
- Bernard Schuler, calciatore svizzero (n. 1887)
- Bernie Slaven, ex calciatore irlandese (Paisley, n. 1960)
- Bernard St. Ange, calciatore seychellese (n. 1981)
- Bernard Tchoutang, ex calciatore camerunese (Yaoundé, n. 1976)
- Bernard Tekpetey, calciatore ghanese (Accra, n. 1997)
- Ben Verweij, calciatore olandese (Medan, n. 1895 - Amsterdam, † 1951)
- Bernard Vukas, calciatore jugoslavo (Zagabria, n. 1927 - Zagabria, † 1983)
- Bernard Zénier, ex calciatore francese (Giraumont, n. 1957)
- François Zoko, ex calciatore ivoriano (Daloa, n. 1983)

## Canoisti(1)
- Bernard Brégeon, ex canoista francese (n. 1962)

## Canottieri(2)
- Bernard Malivoire, canottiere francese (Parigi, n. 1938 - Boulogne-Billancourt, † 1982)
- Bernard Ormanowski, canottiere polacco (Lippink, n. 1907 - Bydgoszcz, † 1984)

## Cantanti(2)
- Bernard Fanning, cantante australiano (Brisbane, n. 1969)
- Bernard Lavilliers, cantante francese (Saint-Étienne, n. 1946)

## Cantautori(1)
- Bernard Minet, cantautore e attore francese (Hénin-Beaumont, n. 1953)

## Cardinali(11)
- Bernard Agré, cardinale e arcivescovo cattolico ivoriano (Monga, n. 1926 - Parigi, † 2014)
- Bernard Jan Alfrink, cardinale e arcivescovo cattolico olandese (Nijkerk, n. 1900 - Utrecht, † 1987)
- Bernard de Garves, cardinale francese (Sainte-Livrade - Avignone, † 1328)
- Bernard William Griffin, cardinale e arcivescovo cattolico inglese (Birmingham, n. 1899 - New Polzeath, † 1956)
- Bernard Francis Law, cardinale e arcivescovo cattolico statunitense (Torreón, n. 1931 - Roma, † 2017)
- Bernard Maciejowski, cardinale e arcivescovo cattolico polacco (Malopolska, n. 1548 - Cracovia, † 1608)
- Bernard Panafieu, cardinale e arcivescovo cattolico francese (Châtellerault, n. 1931 - Carpentras, † 2017)
- Bernard Yago, cardinale e arcivescovo cattolico ivoriano (Pass, n. 1916 - Abidjan, † 1997)
- Bernard de Castanet, cardinale francese (Montpellier - Avignone, † 1317)
- Bernard de la Tour d'Auvergne, cardinale francese (Limoges, n. 1306 - Avignone, † 1361)
- Bernard du Bosquet, cardinale e arcivescovo cattolico francese (Cahors - Avignone, † 1371)

## Cardiologi(1)
- Bernard Lown, cardiologo statunitense (Utena, n. 1921 - Chestnut Hill, † 2021)

## Cavalieri(1)
- Bernard Chevallier, cavaliere francese (Chartres, n. 1912 - Orsennes, † 1997)

## Ceramisti(1)
- Bernard Palissy, ceramista francese (Lacapelle-Biron, n. 1510 - Parigi, † 1589)

## Cestisti(20)
- Bernie Bickerstaff, ex cestista, allenatore di pallacanestro e dirigente sportivo statunitense (Benham, n. 1944)
- Ray Blume, ex cestista statunitense (Valdosta, n. 1958)
- Ben Carnevale, cestista e allenatore di pallacanestro statunitense (Raritan, n. 1915 - Williamsburg, † 2008)
- Bernard Hopkins, ex cestista statunitense (Baltimora, n. 1973)
- Bernard James, ex cestista statunitense (Savannah, n. 1985)
- Bernard King, ex cestista statunitense (Brooklyn, n. 1956)
- Bernard Magnin, cestista francese (Bellegarde-sur-Valserine, n. 1943 - Nizza, † 2021)
- Bernard Mayeur, cestista francese (Parigi, n. 1938 - Bagnolet, † 2004)
- Bernie Mehen, cestista statunitense (Wheeling, n. 1918 - Sylvania, † 2007)
- Bernie Opper, cestista statunitense (New York, n. 1915 - Encino, † 2000)
- Bob Pickell, cestista canadese (Kaunas, n. 1927 - Toronto, † 1986)
- Bernard Planque, cestista francese (Villeneuve-le-Roi, n. 1932 - Tolone, † 2016)
- Bernie Price, cestista statunitense (Toledo, n. 1915 - Chicago, † 2002)
- Bernard Robinson, ex cestista statunitense (Washington, n. 1980)
- Ben Schadler, cestista statunitense (Benton Harbor, n. 1924 - Vancouver, † 2015)
- Bernard Schmied, cestista svizzero (n. 1933 - † 2024)
- Bernard Thompson, ex cestista e allenatore di pallacanestro statunitense (Phoenix, n. 1962)
- Bernard Toone, cestista statunitense (Yonkers, n. 1956 - Yonkers, † 2022)
- Bernie Voorheis, cestista statunitense (Ogden, n. 1922 - Spencerport, † 2010)
- Bernie Williams, cestista statunitense (Washington, n. 1945 - † 2003)

## Chimici(4)
- Bernard Brodie, chimico inglese (Liverpool, n. 1907 - Charlottesville, † 1989)
- Bernard Courtois, chimico francese (Digione, n. 1777 - Digione, † 1838)
- Ben Feringa, chimico olandese (Barger-Compascuum, n. 1951)
- Bernard Pullman, chimico francese (Włocławek, n. 1919 - Parigi, † 1996)

## Chitarristi(5)
- Bernard Allison, chitarrista statunitense (Chicago, n. 1965)
- Bernard Butler, chitarrista e produttore discografico britannico (Londra, n. 1970)
- Bernie Frost, chitarrista inglese († 2019)
- Bernie Marsden, chitarrista e cantante britannico (Buckingham, n. 1951 - † 2023)
- Bernard Sumner, chitarrista, tastierista e cantante britannico (Broughton, n. 1956)

## Ciclisti su strada(10)
- Bernard Becaas, ciclista su strada francese (Oloron-Sainte-Marie, n. 1955 - Lasseube, † 2000)
- Bernard Gauthier, ciclista su strada e dirigente sportivo francese (Beaumont-Monteux, n. 1924 - La Tronche, † 2018)
- Bernard Guyot, ciclista su strada e pistard francese (Savigny-sur-Orge, n. 1945 - Péronne, † 2021)
- Bernard Hinault, ex ciclista su strada e pistard francese (Yffiniac, n. 1954)
- Bernard Labourdette, ciclista su strada francese (Lurbe-Saint-Christau, n. 1946 - Lurbe-Saint-Christau, † 2022)
- Bernard Quilfen, ciclista su strada e dirigente sportivo francese (Argenteuil, n. 1949 - † 2022)
- Bernard Thévenet, ex ciclista su strada, pistard e ciclocrossista francese (Saint-Julien-de-Civry, n. 1948)
- Bernard Vallet, ex ciclista su strada, pistard e dirigente sportivo francese (Vienne, n. 1954)
- Bernard Van De Kerckhove, ciclista su strada belga (Mouscron, n. 1941 - † 2015)
- Bernard Vifian, ciclista su strada e pistard svizzero (Schlieren, n. 1944 - La Rivière-Enverse, † 2012)

## Clarinettisti(1)
- Acker Bilk, clarinettista e cantante britannico (Pensford, n. 1929 - Bath, † 2014)

## Clavicembalisti(1)
- Bernard de Bury, clavicembalista e compositore francese (Versailles, n. 1720 - Versailles, † 1785)

## Compositori(7)
- Bernard Andrès, compositore e arpista francese (Belfort, n. 1941)
- Bernard B. Brown, compositore statunitense (La Farge, n. 1898 - Glendale, † 1981)
- Bernard Herrmann, compositore e direttore d'orchestra statunitense (New York, n. 1911 - Los Angeles, † 1975)
- Jack Nitzsche, compositore statunitense (Chicago, n. 1937 - Los Angeles, † 2000)
- Bernard Parmegiani, compositore francese (Parigi, n. 1927 - Parigi, † 2013)
- Bernard Rands, compositore britannico (Sheffield, n. 1934)
- Bernard van Dieren, compositore olandese (Rotterdam, n. 1887 - Londra, † 1936)

## Conduttori televisivi(1)
- Bernard Pivot, conduttore televisivo e critico letterario francese (Lione, n. 1935 - Neuilly-sur-Seine, † 2024)

## Criminali(1)
- Bernard Coy, criminale statunitense (Kentucky, n. 1900 - Alcatraz, † 1946)

## Critici letterari(2)
- Bernard Benstock, critico letterario statunitense (n. 1930 - South Egremont, † 1994)
- Bernard Weinberg, critico letterario statunitense (Chicago, n. 1909 - Chicago, † 1973)

## Cuochi(1)
- Bernard Loiseau, cuoco francese (Chamalières, n. 1951 - Saulieu, † 2003)

## Danzatori su ghiaccio(1)
- Bernard Ford, danzatore su ghiaccio britannico (Birmingham, n. 1947 - † 2023)

## Direttori d'orchestra(1)
- Bernard Haitink, direttore d'orchestra olandese (Amsterdam, n. 1929 - Londra, † 2021)

## Direttori della fotografia(3)
- Bernard Lutic, direttore della fotografia francese (Paimpol, n. 1943 - Venezuela, † 2000)
- Bernard Knowles, direttore della fotografia, regista e sceneggiatore britannico (Manchester, n. 1900 - Taplow, † 1975)
- Bernard Zitzermann, direttore della fotografia francese (Nizza, n. 1942 - Bagnols-sur-Cèze, † 2018)

## Dirigenti d'azienda(1)
- Bernard Attali, dirigente d'azienda e scrittore francese (Algeri, n. 1943)

## Dirigenti sportivi(2)
- Bernard Lambourde, dirigente sportivo e ex calciatore francese (Pointe-à-Pitre, n. 1971)
- Bernard Lapasset, dirigente sportivo e rugbista a 15 francese (Tarbes, n. 1947 - Louit, † 2023)

## Drammaturghi(1)
- Bernard Pomerance, drammaturgo statunitense (Brooklyn, n. 1940 - Galisteo, † 2017)

## Ebanisti(1)
- Bernard Molitor, ebanista francese (Betzdorf, n. 1755 - Fontainebleau, † 1833)

## Economisti(3)
- Bernard Lietaer, economista belga (Lauwe, n. 1942 - Hoyerhagen, † 2019)
- Bernard Maris, economista e giornalista francese (Tolosa, n. 1946 - Parigi, † 2015)
- Bernard Ramanantsoa, economista francese (Boulogne-Billancourt, n. 1948)

## Egittologi(3)
- Bernard V. Bothmer, egittologo statunitense (Charlottenburg, n. 1912 - New York, † 1993)
- Bernard Bruyère, egittologo francese (Besançon, n. 1879 - Chatou, † 1971)
- Bernard Pyne Grenfell, egittologo e papirologo inglese (Birmingham, n. 1869 - † 1926)

## Entomologi(1)
- Bernard d'Abrera, entomologo australiano (n. 1940 - † 2017)

## Etnologi(1)
- Bernard Lortat-Jacob, etnologo e etnomusicologo francese (Parigi, n. 1941 - Clamart, † 2024)

## Filosofi(6)
- Bernard Bosanquet, filosofo britannico (Rock Hall, n. 1848 - Golders Green, † 1923)
- Bernard Charbonneau, filosofo, insegnante e storico francese (Bordeaux, n. 1910 - Saint-Palais, † 1996)
- Bernard Groethuysen, filosofo, sociologo e storico tedesco (Berlino, n. 1880 - Parigi, † 1946)
- Bernard Rollin, filosofo e docente statunitense (New York, n. 1943 - Fort Collins, † 2021)
- Bernard Stiegler, filosofo francese (Villebon-sur-Yvette, n. 1952 - Épineuil-le-Fleuriel, † 2020)
- Bernard Williams, filosofo britannico (Westcliff-on-Sea, n. 1929 - Roma, † 2003)

## Fisici(8)
- Bernard Brunhes, geofisico francese (Tolosa, n. 1867 - Alvernia, † 1910)
- Bernard Cagnac, fisico francese (Parigi, n. 1931 - Olivet, † 2019)
- Bernard Derrida, fisico francese (El-Biar, n. 1952)
- Bernard Eastlund, fisico statunitense (Salem, n. 1938 - Saint Louis, † 2007)
- Bernard Howard Lavenda, fisico statunitense (New York, n. 1945)
- Bernard Lippmann, fisico statunitense (Brooklyn, n. 1914 - Palo Alto, † 1988)
- Bernard Schutz, fisico statunitense (Paterson, n. 1946)
- Bernard d'Espagnat, fisico, filosofo e saggista francese (Fourmagnac, n. 1921 - Parigi, † 2015)

## Fondisti di corsa in montagna‎(1)
- Bernard Dematteis, fondista di corsa in montagna italiano (Sampeyre, n. 1986)

## Fotografi(2)
- Bernard Plossu, fotografo francese (Da Lat, n. 1945)
- Bernard Pierre Wolff, fotografo francese (Connerré, n. 1930 - New York, † 1985)

## Francescani(1)
- Bernard Délicieux, francescano francese (Montpellier - Carcassonne, † 1320)

## Fumettisti(5)
- Bernard Duc, fumettista e sceneggiatore francese (Coutras, n. 1932 - Collioure, † 1995)
- Bernard Willem Holtrop, fumettista olandese (Ermelo, n. 1941)
- B. Kliban, fumettista statunitense (New York, n. 1935 - † 1990)
- Tignous, fumettista francese (Parigi, n. 1957 - Parigi, † 2015)
- Bernie Wrightson, fumettista statunitense (Dundalk, n. 1948 - Austin, † 2017)

## Generali(6)
- Bernard Fergusson, generale, storico e politico britannico (n. 1911 - Londra, † 1980)
- Bernard Freyberg, generale e politico britannico (Richmond upon Thames, n. 1889 - Windsor, † 1963)
- Bernard Pierre Magnan, generale francese (Parigi, n. 1791 - Parigi, † 1865)
- Bernard Law Montgomery, generale britannico (Kennington, Londra, n. 1887 - Alton, † 1976)
- Bernard Paget, generale britannico (Oxford, n. 1887 - Petersfield, † 1961)
- Bernard Adolph Schriever, generale tedesco (Brema, n. 1910 - Washington, † 2005)

## Ginnasti(2)
- Bernard Berg, ginnasta e multiplista statunitense (n. 1871 - Davenport, † 1949)
- Bernard Franklin, ginnasta britannico (Londra, n. 1889 - Londra, † 1937)

## Giocatori di football americano(3)
- Eric Green, ex giocatore di football americano statunitense (Savannah, n. 1967)
- Bernard Pierce, giocatore di football americano statunitense (Ardmore, n. 1990)
- Bernard Pollard, giocatore di football americano statunitense (Fort Wayne, n. 1984)

## Giocatori di snooker(1)
- Bernard Bennett, giocatore di snooker inglese (Kingston upon Thames, n. 1931 - Southampton, † 2002)

## Giornalisti(1)
- Bernard Guetta, giornalista e politico francese (Boulogne-Billancourt, n. 1951)

## Giuristi(1)
- Bernard Gagnebin, giurista, letterato e storico svizzero (Losanna, n. 1915 - Ginevra, † 1998)

## Golfisti(2)
- Bernard Edmunds, golfista statunitense (Danville, n. 1868 - Saint Louis, † 1930)
- Bernard Gallacher, golfista scozzese (Bathgate, n. 1949)

## Grecisti(1)
- Bernard Pouderon, grecista francese (Saint-Étienne, n. 1951)

## Hockeisti su ghiaccio(2)
- Bernie Federko, ex hockeista su ghiaccio canadese (Foam Lake, n. 1956)
- Bernie Parent, ex hockeista su ghiaccio canadese (Montréal, n. 1945)

## Imprenditori(6)
- Bernard Arnault, imprenditore francese (Roubaix, n. 1949)
- Bernard Baruch, imprenditore e politico statunitense (Camden, n. 1870 - † 1965)
- Bernie Ecclestone, imprenditore e ex pilota automobilistico britannico (St Peter South Elmham, n. 1930)
- Bernard Marcus, imprenditore statunitense (Newark, n. 1929 - Boca Raton, † 2024)
- Bernard Stollman, imprenditore e avvocato statunitense (New Brunswick, n. 1929 - Great Barrington, † 2015)
- Bernard Tapie, imprenditore, politico e attore francese (Parigi, n. 1943 - Parigi, † 2021)

## Incisori(2)
- Bernard Romain Julien, incisore, litografo e pittore francese (Bayonne, n. 1802 - Bayonne, † 1871)
- Bernard Picart, incisore francese (Parigi, n. 1673 - Amsterdam, † 1733)

## Ingegneri(4)
- Bernard Day, ingegnere e esploratore britannico (Wymondham, n. 1884 - † 1934)
- Bernarde Laffaille, ingegnere francese (Reims, n. 1900 - Parigi, † 1955)
- Bernard Silver, ingegnere e inventore statunitense (n. 1924 - † 1963)
- Bernard Tellegen, ingegnere olandese (Winschoten, n. 1900 - Eindhoven, † 1990)

## Judoka(1)
- Bernard Tchoullouyan, judoka francese (Marsiglia, n. 1953 - Mimet, † 2019)

## Letterati(1)
- Bernardo de Alderete, letterato spagnolo (Malaga, n. 1565 - Cordova, † 1645)

## Linguisti(1)
- Bernard Cerquiglini, linguista francese (Lione, n. 1947)

## Mafiosi(1)
- Bernard McLaughlin, mafioso statunitense (Charlestown, † 1961)

## Maratoneti(1)
- Bernard Boiyo, ex maratoneta keniota (n. 1967)

## Matematici(7)
- Bernard Bolzano, matematico e filosofo boemo (Praga, n. 1781 - Praga, † 1848)
- Bernard Dacorogna, matematico svizzero (Alessandria d'Egitto, n. 1953)
- Bernard Dwork, matematico statunitense (The Bronx, n. 1923 - Nuovo Brunswick, † 1998)
- Bernard Frénicle de Bessy, matematico francese (Parigi - † 1675)
- Bernard Galler, matematico e informatico statunitense (Chicago, n. 1928 - Ann Arbor, † 2006)
- Bernard Malgrange, matematico francese (Parigi, n. 1928 - Grenoble, † 2024)
- Bernard Roy, matematico francese (Moulins, n. 1934 - Le Plessis-Robinson, † 2017)

## Medici(5)
- Bernard Accoyer, medico e politico francese (Lione, n. 1945)
- Bernard Debré, medico e politico francese (Tolosa, n. 1944 - Parigi, † 2020)
- Bernard Halpern, medico francese (Tarnos-Rude, n. 1904 - † 1978)
- Bernard de Mandeville, medico e filosofo olandese (Rotterdam, n. 1670 - Hackney, † 1733)
- Bernard Nathanson, medico statunitense (New York, n. 1926 - New York, † 2011)

## Mercanti(1)
- Bernard Walther, mercante, umanista e astronomo tedesco (Memmingen, n. 1430 - Norimberga, † 1504)

## Mezzofondisti(1)
- Bernard Lagat, mezzofondista keniota (Kapsabet, n. 1974)

## Militari(8)
- Bernard Anquetil, militare francese (Bernières-d'Ailly, n. 1916 - Suresnes, † 1941)
- Bernard de Moreuil, militare francese
- Bernard Dubourdieu, ufficiale francese (Bayonne, n. 1773 - Lissa, † 1811)
- Bernard Gordon-Lennox, militare britannico (n. 1878 - † 1914)
- Bernard Janeček, militare ceco (Borohrádek, n. 1814 - Oceano Atlantico, † 1887)
- Bernard de Lattre de Tassigny, ufficiale francese (Parigi, n. 1928 - Ninh Bình, † 1951)
- Bernard van Merode, militare fiammingo (n. 1510 - † 1591)
- Bernard Warburton-Lee, militare britannico (Whitchurch, n. 1895 - Narvik, † 1940)

## Monaci cristiani(2)
- Bernard de Montfaucon, monaco cristiano, paleografo e archeologo francese (Soulatgé, n. 1655 - abbazia di Saint-Germain-des-Prés, † 1741)
- Bernardo di Chiaravalle, monaco cristiano, abate e teologo francese (Fontaine-lès-Dijon - Ville-sous-la-Ferté, † 1153)

## Musicisti(2)
- Bernard Edwards, musicista, bassista e produttore discografico statunitense (Greenville, n. 1952 - Tokyo, † 1996)
- Barney McKenna, musicista irlandese (Donnycarney, n. 1939 - Dublino, † 2012)

## Musicologi(1)
- Bernard Sarrette, musicologo e militare francese (Bordeaux, n. 1765 - Parigi, † 1858)

## Navigatori(2)
- Bernard Moitessier, navigatore e scrittore francese (Hanoi, n. 1925 - Vanves, † 1994)
- Bernard C. Webber, marinaio e militare statunitense (Milton, n. 1928 - Melbourne, † 2009)

## Nobili(5)
- Bernard Fitzalan-Howard, XVI duca di Norfolk, nobile e genealogista inglese (n. 1908 - † 1975)
- Bernard Howard, XII duca di Norfolk, nobile inglese (n. 1765 - † 1842)
- Bernard van Merode, nobile fiammingo (n. 1570 - † 1640)
- Bernard Bruce, nobile scozzese († 1268)
- Bernard de Neufmarché, nobile francese (Neuf-Marché)

## Organisti(1)
- Bernard Foccroulle, organista, compositore e direttore d'orchestra belga (Liegi, n. 1953)

## Ornitologi(2)
- Bernard Tucker, ornitologo britannico (Hampstead, n. 1901 - Hertfordshire, † 1950)
- Bernard Aimé Léonard du Bus de Gisignies, ornitologo, paleontologo e politico belga (Saint-Josse-ten-Noode, n. 1808 - Bad Ems, † 1874)

## Pallavolisti(1)
- Bernard Rajzman, ex pallavolista e ex giocatore di beach volley brasiliano (San Paolo, n. 1958)

## Patologi(1)
- Bernard Spilsbury, patologo britannico (Leamington Spa, n. 1877 - Londra, † 1947)

## Pedagogisti(1)
- Bernard Aucouturier, pedagogista, educatore e docente francese (Tours, n. 1934)

## Pianisti(2)
- Bernard d'Ascoli, pianista e organista francese (Aubagne, n. 1958)
- Bernard Ringeissen, pianista francese (Parigi, n. 1934 - Gisors, † 2025)

## Piloti automobilistici(2)
- Bernard Collomb, pilota automobilistico francese (Annecy, n. 1930 - La Colle-sur-Loup, † 2011)
- Bernard de Dryver, pilota automobilistico belga (Bruxelles, n. 1952)

## Piloti di rally(5)
- Bernard Béguin, ex pilota di rally francese (Grenoble, n. 1947)
- Bernard Darniche, ex pilota di rally francese (Cenon, n. 1942)
- Bernard Giroux, copilota di rally francese (Montceau-les-Mines, n. 1950 - Isola di Wight, † 1987)
- Bernard Marreau, ex copilota di rally francese
- Bernard Occelli, ex copilota di rally francese (Cannes, n. 1961)

## Piloti motociclistici(1)
- Bernard Garcia, pilota motociclistico francese (Marsiglia, n. 1971)

## Pistard(1)
- Bernard Knubel, pistard tedesco (Münster, n. 1872 - Münster, † 1957)

## Pittori(8)
- Bernard Buffet, pittore francese (Parigi, n. 1928 - Tourtour, † 1999)
- Bernard Gaillot, pittore francese (Versailles, n. 1780 - Parigi, † 1847)
- Bernard Lorjou, pittore e scultore francese (Blois, n. 1908 - Saint-Denis-sur-Loire, † 1986)
- Bernard Perlin, pittore statunitense (Richmond, n. 1918 - Ridgefield, † 2014)
- Bernard Romain, pittore e scultore francese (Roanne, n. 1944)
- Bernard Salomon, pittore, disegnatore e incisore francese (n. 1506 - † 1561)
- Joseph Wamps, pittore francese (Lilla, n. 1689 - Lilla, † 1744)
- Bernard van Orley, pittore fiammingo (Bruxelles - Bruxelles, † 1542)

## Poeti(4)
- Bernard Barton, poeta britannico (Carlisle, n. 1784 - Woodbridge, † 1849)
- Bernard Heidsieck, poeta francese (Parigi, n. 1928 - Parigi, † 2014)
- Bernard Noël, poeta, scrittore e critico d'arte francese (Sainte-Geneviève-sur-Argence, n. 1930 - Laon, † 2021)
- Bernie Taupin, poeta e paroliere britannico (Sleaford, n. 1950)

## Politici(11)
- Bernard Anselme, politico belga (Mouscron, n. 1945)
- Bernard Brochand, politico francese (Nizza, n. 1938 - Cannes, † 2025)
- Bernard Cazeneuve, politico francese (Senlis, n. 1963)
- Bernard Forbes, VIII conte di Granard, politico e ufficiale irlandese (n. 1874 - † 1948)
- Bernard Grech, politico e avvocato maltese (Paola, n. 1971)
- Bernard Kolélas, politico della Repubblica del Congo (Mboloko, n. 1933 - Parigi, † 2009)
- Bernard Kouchner, politico e medico francese (Avignone, n. 1939)
- Bernard Makuza, politico ruandese (Kigali, n. 1961)
- Bernard Membe, politico tanzaniano (Regione di Lindi, n. 1953 - Dar es Salaam, † 2023)
- Marcel Peyrouton, politico francese (Parigi, n. 1887 - Saint-Cloud, † 1983)
- Bernie Sanders, politico statunitense (New York, n. 1941)

## Presbiteri(4)
- Bernard Ardura, presbitero francese (Bordeaux, n. 1948)
- Bernard Bernard, presbitero e missionario francese (Mogues, n. 1821 - Noirétable, † 1895)
- Bernard Lonergan, presbitero e teologo canadese (Buckingham, n. 1904 - Pickering, † 1984)
- Bernard Smith, presbitero irlandese (Contea di Cavan, n. 1812 - Roma, † 1892)

## Produttori cinematografici(1)
- Bernard H. Hyman, produttore cinematografico statunitense (Grafton, n. 1897 - Hollywood, † 1942)

## Produttori discografici(1)
- Bernard Rhodes, produttore discografico britannico (Londra, n. 1947)

## Pugili(1)
- Bernard Hopkins, ex pugile statunitense (Filadelfia, n. 1965)

## Rapper(1)
- Bun B, rapper statunitense (New Orleans, n. 1973)

## Registi(8)
- Bernard Borderie, regista francese (Parigi, n. 1924 - Parigi, † 1978)
- Bernard J. Durning, regista e attore statunitense (New York, n. 1892 - New York, † 1923)
- Bernard Girard, regista, sceneggiatore e produttore televisivo statunitense (Los Angeles, n. 1918 - Los Angeles, † 1997)
- Bernard L. Kowalski, regista statunitense (Brownsville, n. 1929 - Los Angeles, † 2007)
- Bernard Queysanne, regista francese (Rabat, n. 1944)
- Bernard Rapp, regista francese (Parigi, n. 1945 - Parigi, † 2006)
- Bernard Rose, regista, attore e sceneggiatore britannico (Londra, n. 1960)
- Bernard Vorhaus, regista e sceneggiatore statunitense (New York, n. 1904 - Londra, † 2000)

## Rugbisti a 15(5)
- Bernard Foley, rugbista a 15 australiano (Sydney, n. 1989)
- Bernie Fraser, ex rugbista a 15 neozelandese (Lautoka, n. 1953)
- Bernard Laporte, ex rugbista a 15, allenatore di rugby a 15 e politico francese (Rodez, n. 1964)
- Bernard Le Roux, rugbista a 15 francese (Moorreesburg, n. 1989)
- Bernie McCahill, ex rugbista a 15 e allenatore di rugby a 15 neozelandese (Auckland, n. 1964)

## Saggisti(1)
- Bernard Miège, saggista francese (Annecy, n. 1941)

## Saltatori con gli sci(1)
- Bernard Moullier, ex saltatore con gli sci francese (n. 1957)

## Scenografi(2)
- Bernard Herzbrun, scenografo statunitense (New York, n. 1891 - Los Angeles, † 1964)
- Bernard Robinson, scenografo britannico (Liverpool, n. 1912 - † 1970)

## Schermidori(6)
- Bernard Baudoux, schermidore francese (Soissons, n. 1928 - Monségur, † 2024)
- Bernard Gravier, schermidore francese (Tolone, n. 1881 - Parigi, † 1923)
- Bernard Morel, schermidore francese (Lione, n. 1925 - Roanne, † 2023)
- Bernard Schmetz, schermidore francese (Orléans, n. 1904 - Parigi, † 1966)
- Bernard Talvard, ex schermidore francese (n. 1947)
- Bernard Vallée, schermidore francese (Aubervilliers, n. 1945 - Rots, † 2021)

## Sciatori alpini(4)
- Bernard Grosfilley, sciatore alpino francese (Saint-Claude, n. 1949 - Annecy, † 2020)
- Bernard Orcel, ex sciatore alpino francese (Huez, n. 1945)
- Bernard Rossat-Mignod, ex sciatore alpino francese (n. 1954)
- Bernard Vajdič, ex sciatore alpino sloveno (Celje, n. 1980)

## Scrittori(14)
- Bernard Bonnejean, scrittore francese (Ernée, n. 1950)
- Bernard Cooper, romanziere e scrittore statunitense (Hollywood, n. 1951)
- Bernard Cornwell, scrittore britannico (Londra, n. 1944)
- Bernard Dubourg, scrittore francese (Damazan, n. 1945 - Damazan, † 1992)
- Bernard Evslin, scrittore statunitense (New Rochelle, n. 1922 - Kauai, † 1993)
- Bernard Glemser, scrittore britannico (Londra, n. 1908 - New York, † 1990)
- Bernard Le Nail, scrittore francese (Parigi, n. 1946 - Rennes, † 2010)
- Bernard MacLaverty, scrittore britannico (Belfast, n. 1942)
- Bernard Malamud, scrittore statunitense (Brooklyn, n. 1914 - New York, † 1986)
- Bernard Quiriny, scrittore belga (Bastogne, n. 1978)
- Satprem, scrittore francese (Parigi, n. 1923 - Kotagiri, † 2007)
- Bernard Simonay, scrittore francese (Parigi, n. 1951 - † 2016)
- Bernard Werber, scrittore e giornalista francese (Tolosa, n. 1961)
- Bernard von Brentano, scrittore tedesco (Offenbach am Main, n. 1901 - Wiesbaden, † 1964)

## Scultori(2)
- Bernhard Hoetger, scultore e pittore tedesco (Dortmund, n. 1874 - Interlaken, † 1949)
- Bernard Seurre, scultore francese (Parigi, n. 1795 - Parigi, † 1867)

## Sessuologi(1)
- Bernard Premsela, sessuologo olandese (Amsterdam, n. 1889 - Campo di concentramento di Auschwitz, † 1944)

## Siepisti(1)
- Bernard Barmasai, siepista, mezzofondista e maratoneta keniota (Keiyo, n. 1974)

## Sindacalisti(1)
- Bernard Thibault, sindacalista francese (Parigi, n. 1959)

## Sollevatori(1)
- Bernard Piekorz, ex sollevatore polacco (Stare Siołkowice, n. 1964)

## Storici(6)
- Bernard Bailyn, storico statunitense (Hartford, n. 1922 - Belmont, † 2020)
- Bernard DeVoto, storico e scrittore statunitense (Ogden, n. 1897 - New York, † 1955)
- Bernard Faÿ, storico e saggista francese (Parigi, n. 1893 - Tours, † 1978)
- Bernard Guillemain, storico francese (Neuilly-sur-Seine, n. 1923 - Bougainville, † 2012)
- Bernard Lewis, storico e orientalista britannico (Stoke Newington, n. 1916 - Voorhees, † 2018)
- Bernard Sergent, storico, archeologo e antropologo francese (n. 1946)

## Storici dell'arte(1)
- Bernard Berenson, storico dell'arte e collezionista d'arte statunitense (Butrimonys, n. 1865 - Fiesole, † 1959)

## Tastieristi(1)
- Bernard Wright, tastierista e cantante statunitense (Jamaica, n. 1963 - Dallas, † 2022)

## Tennisti(6)
- Bernard Destremau, tennista, diplomatico e politico francese (Parigi, n. 1917 - Neuilly-sur-Seine, † 2002)
- Bernard Fritz, ex tennista francese (Marsiglia, n. 1953)
- Bernard Mignot, ex tennista belga (Verviers, n. 1948)
- Bernard Mitton, tennista sudafricano (Vryburg, n. 1954 - † 2017)
- Bernard Montrenaud, ex tennista francese (n. 1944)
- Bernard Tomić, tennista australiano (Stoccarda, n. 1992)

## Triplisti(1)
- Bernard Lamitié, ex triplista francese (Parigi, n. 1946)

## Trombettisti(1)
- Buddy Anderson, trombettista statunitense (Oklahoma City, n. 1919 - Kansas City, † 1997)

## Tuffatori(1)
- Bernard Wrightson, tuffatore statunitense (Phoenix, n. 1944)

## Velisti(2)
- Berend Carp, velista olandese (Sragi, n. 1901 - Aerdenhout, † 1966)
- Bernard de Pourtalès, velista svizzero (Bellevue, n. 1870 - Casablanca, † 1935)

## Velocisti(2)
- Bernard Laidebeur, velocista francese (Parigi, n. 1942 - Parigi, † 1991)
- Bernard Williams, velocista statunitense (Baltimora, n. 1978)

## Vescovi cattolici(9)
- Bernard Thomas Edward Clark, vescovo cattolico inglese (Londra, n. 1856 - Port Victoria, † 1915)
- Bernard Fellay, vescovo cattolico svizzero (Sierre, n. 1958)
- Bernard Genoud, vescovo cattolico svizzero (Châtel-Saint-Denis, n. 1942 - Friburgo, † 2010)
- Bernard Housset, vescovo cattolico francese (Saint-Jean-Pied-de-Port, n. 1940)
- Bernard Nsayi, vescovo cattolico della Repubblica del Congo (Mindouli, n. 1943 - Roma, † 2021)
- Bernard Saisset, vescovo cattolico e abate francese (Pamiers)
- Bernard Tissier de Mallerais, vescovo cattolico francese (Sallanches, n. 1945 - Martigny, † 2024)
- Bernard Joseph Topel, vescovo cattolico e matematico statunitense (Bozeman, n. 1903 - Spokane, † 1986)
- Bernard de la Planche, vescovo cattolico francese (Francia - Francia, † 1448)

## Violinisti(1)
- Bernard Etté, violinista e direttore d'orchestra tedesco (Kassel, n. 1898 - Mühldorf am Inn, † 1973)

## Violoncellisti(1)
- Bernard Greenhouse, violoncellista statunitense (Newark, n. 1916 - Cape Cod, † 2011)

## Zoologi(2)
- Bernard Heuvelmans, zoologo belga (Le Havre, n. 1916 - Le Vésinet, † 2001)
- Bernard Germain de Lacépède, zoologo e politico francese (Agen, n. 1756 - Épinay-sur-Seine, † 1825)

## Senza attività specificata(4)
- Bernard il Dani, norrena
- Bernard Coyne, statunitense (Iowa, n. 1897 - † 1921)
- Bernard Ouchard, archettaio francese (Mirecourt, n. 1925 - Vittel, † 1979)
- Bernard de Tremelay, cavaliere medievale francese (Saint-Claude - Ashqelon, † 1153)